# ARC Centre of Excellence for All-Sky Astrophysics
L'ARC Centre of Excellence for All-Sky Astrophysics (ou CAASTRO) était une collaboration d'astronomes internationaux dédiée à l'astronomie à grand champ. Il a été officiellement lancé le 12 septembre 2011, à l'observatoire de Sydney et a cessé ses activités en 2018.

## Objectifs
CAASTRO avait pour objectif de devenir un leader international en astronomie à grand champ. Son objectif était de proposer une science nouvelle et révolutionnaire en réunissant une expertise unique en radioastronomie, astronomie optique, astrophysique théorique et informatique.

## Programmes
CAASTRO a mené trois programmes scientifiques interdépendants, chacun d'entre eux ne pouvant être abordé qu'avec la perspective du ciel tout entier fournie par des télescopes à grand champ :
- L'Univers en évolution : Quand les premières galaxies se sont- elles formées et comment ont-elles évolué ?
- L'Univers dynamique : quelle est la physique des particules qui entraîne les changements dans l'Univers ?
- L'Univers noir : Quelles sont l'énergie sombre et la matière noire qui dominent le cosmos ?

## Participants
CAASTRO est une initiative australienne, dirigée par l'université de Sydney, en collaboration avec l'université nationale australienne, l'université de Melbourne, l'université d'Australie-Occidentale, l'université du Queensland, l'université Curtin et l'université de technologie de Swinburne (en), complétées par un groupe de partenaires australiens et internationaux. Elle a été financée par le Conseil australien de la recherche, par le gouvernement de Nouvelle-Galles du Sud et par les organisations membres.
Le directeur fondateur de CAASTRO était le professeur Bryan Gaensler. Il a été remplacé par le professeur Elaine Sadler de l'université de Sydney en septembre 2014,.